# Pigny

Pigny este o comună în departamentul Cher, Franța. În 1 ianuarie 2022 avea o populație de 968 de locuitori.